# 24206 Mariealoia
24206 Mariealoia este un asteroid din centura principală de asteroizi.

## Descriere
24206 Mariealoia este un asteroid din centura principală de asteroizi. A fost descoperit pe 7 decembrie 1999 la Socorro, New Mexico, în cadrul proiectului LINEAR. Asteroidul prezintă o orbită caracterizată de o semiaxă mare de 2,43 ua, o excentricitate de 0,15 și o înclinație de 3,4° în raport cu ecliptica.